# Ollaberry

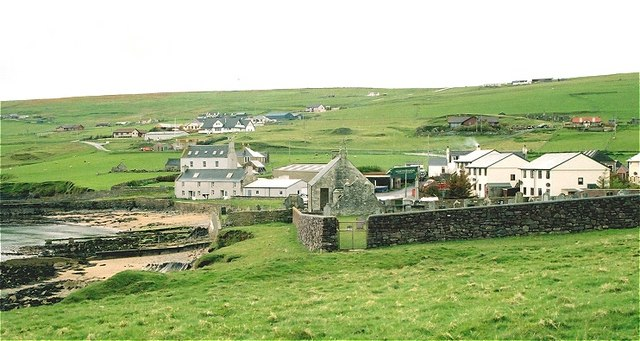
Blick auf den Ort

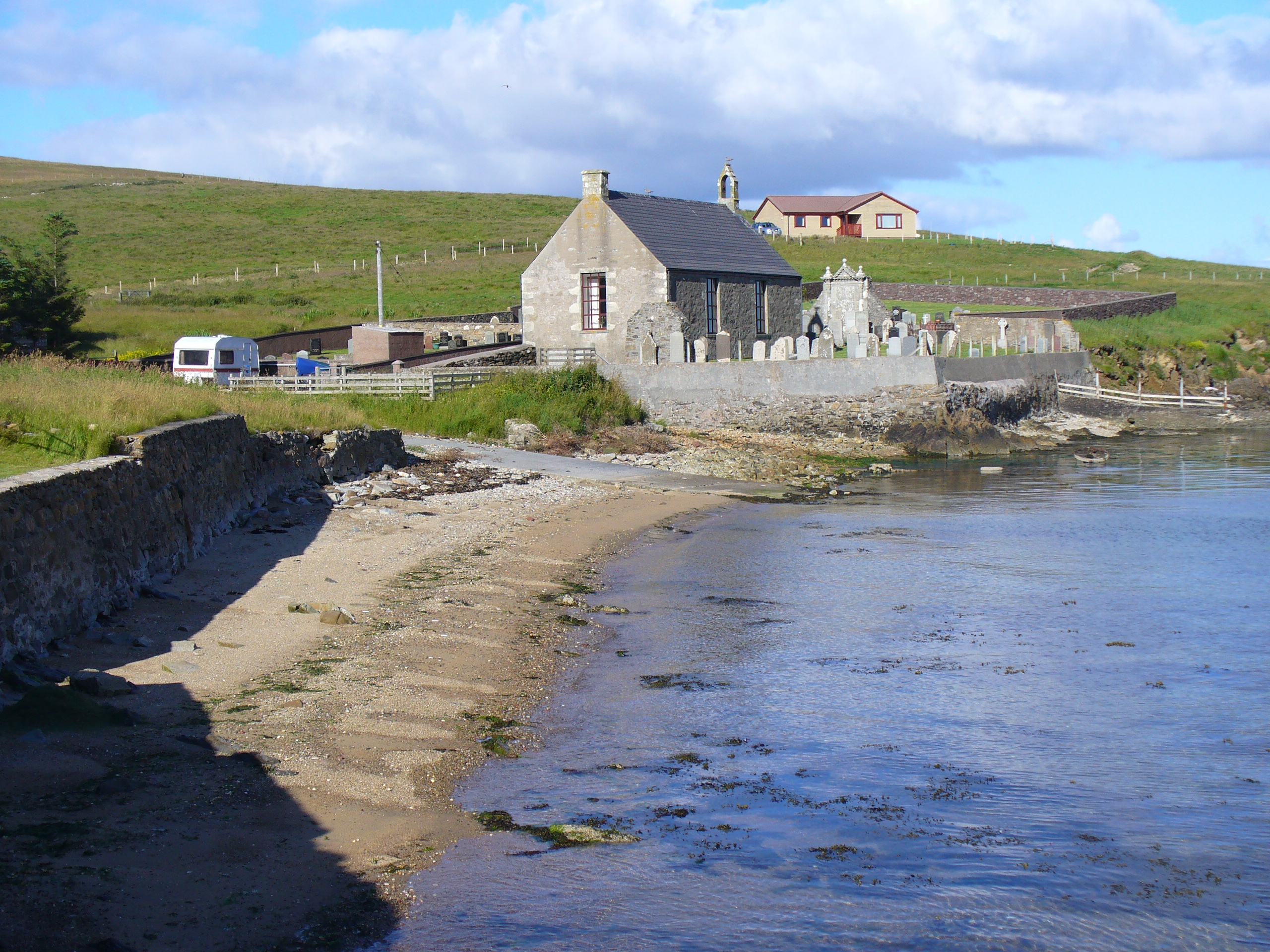
Kirche und Friedhof von Ollaberry

Ollaberry ist eine Ortschaft, die im Nordwesten von Mainland, der Hauptinsel der zu Schottland zählenden Shetlands liegt. Es ist, neben North Roe und Hillswick, einer der drei Hauptorte der Gemeinde (Community Council Area) Northmaven.

## Geographie
Ollaberry liegt am nördlichen Ufer der Bucht Bay of Ollaberry. Landseitig gibt es zwei Hügel. Diese sind der 119 Meter hohe Hill of der 119 Meter im Nordwesten und der 62 Meter hohe Back of der 119 Meter im Nordosten.

## Historisches
Im Rahmen der historischen Gliederung Schottlands in Civil Parishes zählt Ollaberry zu Northmaven. Im Ort sind vier Gebäude als Listed Building in unterschiedlichen Kategorien ausgewiesen worden. Diese sind das Ollaberry Kirkyard Monument, das Ollaberry House, das Ollaberry Bods und das Ollaberry Pier.

## Verkehr
In Ollaberry endet die vier Kilometer lange B9079, die am Ufer des Eela Waters von der A970 abzweigt und weiter nach Nordosten führt.